# Rosalinde Renn
Rosalinde Renn (* 14. Juli 1941 in Graz) ist eine deutsche Theater-, Filmschauspielerin und Regisseurin.

## Leben und Wirken
Renn hatte ihr erstes Engagement als Schauspielerin am Stadttheater St. Gallen, worauf sie von 1968 bis 1974 in der Ära Düggelin am Theater Basel engagiert war. In ihrer Karriere als Darstellerin war sie an mehreren Theatern etabliert, darunter das Theater am Neumarkt Zürich, die Theater in Frankfurt am Main, Bonn, Düsseldorf, Karlsruhe und das Stadttheater Bern.
Als Regisseurin arbeitete sie mit verschiedenen Gruppen in der Schweiz, wo sie u. a. am Theaterhaus Gessnerallee Elektra und am Stadttheater St. Gallen Irmgard Keuns Das kunstseidene Mädchen inszenierte. Ferner wirkte sie vereinzelt in einigen Film- und Fernsehproduktionen mit, u. a. in Reinhard Münsters Action-Thriller Der achte Tag oder in der Unterhaltungsserie Man bleibt sich treu.
Aus Anlass ihres 50-jährigen Bühnenjubiläums schrieb der Autor Krystyan Tomzek für Rosalinde Renn das Stück „Letzter Vorhang“. Die Premiere fand im Dezember 2009 am Theater Baden-Baden statt.

## Werke (Auswahl)

### Film und Fernsehen
- 1995: Der Kopf des Mohren (Regie: Paulus Manker)
- 1993: Das letzte Siegel (Regie: Stefan Dähnert)
- 1990: Man bleibt sich treu (Fernsehserie)
- 1990: Der achte Tag (Regie: Reinhard Münster)
- 1989: Tatort - Herzversagen
- 1988: Tote reisen nicht (1. Episode der Fernsehserie Eurocops, Regie: Jeanpierre Heizmann)
- 1985: Merken Sie sich dieses Gesicht
- 1976: Der Gehülfe (Regie: Thomas Koerfer)
- 1976: Der Stumme (Regie: Gaudenz Meili)

### Theater
- Die Glasmenagerie (Mutter Amanda)
- Der Menschenfeind (Arsinoé)
- Das Fest (Mutter)
- Glaube Liebe Hoffnung (Irene Prantl)
- Die Katze auf dem heißen Blechdach (Big Mama)
- Der Sturm (Prospero)
- Antigone (Chorführerin)
- Arsen und Spitzenhäubchen (Tante Abby)
- Letzter Vorhang (Die Knef)

### Regie
- Das kunstseidene Mädchen
- Elektra
- Am Hang
- Das Fräulein von Scuderi
- Fräulein Else